# Двоен астероид
Терминът двоен астероид се отнася за система, в която два астероида се въртят около общ център на масите, по подобие на двойните звезди. Ако двата астероида имат приблизително еднакви размери, то центърът на масите им лежи в пространството между тях. Ако единият е значително по-масивен от другия, тогава общият барицентър се намира във вътрешността на по-големия астероид, а по-малкият обикаля около него като естествен спътник.
Първата такава система е астероидът 243 Ида (открит през 1884 г.), но неговият спътник Дактил е открит на снимките, направени от космическия апарат Галилео през 1993 г.
Двойни астероиди с приблизително равни размери се наричат понякога бинарни астероиди. Най-известният пример е системата на 69230 Хермес. Друг пример е 90 Атиопа.
Двойка ударни кратери, разположени близо един до друг, е възможно да са получени от падане на двоен астероид.